# Natuurlijke bevalling
Een natuurlijke bevalling is een bevalling waarbij anesthesie en gynaecologische ingrepen vermeden worden om het menselijk lichaam zoveel mogelijk zelf het werk te laten doen. Een natuurlijke bevalling kan als thuisbevalling of poliklinisch in het ziekenhuis of een kraamkliniek plaatsvinden.
Voordelen zouden zijn dat vrouwen minder lang weeën hebben, minder verdoving nodig hebben en een positievere instelling ten opzichte van de baby en de geboorte hebben. Een mogelijk nadeel is dat als er toch een verdoving gegeven dient te worden, de vrouw dit als een mislukking van zichzelf kan beschouwen.
In sommige landen waar de klinische bevalling verplicht is, propageert de vrouwenbeweging een eigen keuze. Als reactie op de toenemende medicalisering van de verloskunde ontstond in Nederland in 2011 de geboortebeweging, die vrouwen ondersteunt die weinig of geen keus in de zorg ervaren.

## Methodes
Sinds 1933 zijn verschillende methodes uitgedacht die de vrouw helpen een bevalling zonder verdoving te doorstaan, veelal gebaseerd op ontspanningsoefeningen of hypnotherapie.

### HypnoBirthing
In Nederland is de methode van Marie Mongan (HypnoBirthing) populair. Mongan kwam in 2008 naar Nederland om een opleiding tot HypnoBirthing docenten op te zetten en er is een "Vereniging van HypnoBirthing curusleiders in Nederland en België". HypnoBirthing is deels gebaseerd op de uitgangspunten van Dick-Read. De moeder en haar partner leren ademhalings- en ontspanningstechnieken om "mee te werken" met het natuurlijke geboorteproces. Veel zorgverzekeraars zien de voordelen en resultaten van de HypnoBirthing en bieden een vergoeding vanuit de aanvullende pakketten van de verzekering. Deze vergoeding bedraagt vaak een maximaal bedrag per jaar of per zwangerschap.

### Methode van Dick-Read
De Britse arts Grantly Dick-Read (1890 – 1959) publiceerde in 1933 het boek Natural Childbirth, en was daarmee een van de eersten die de geboorte gevoelsmatig benaderden. Hij geloofde dat geen enkele fysiologische lichaamsfunctie (waaronder de baring) pijn mag veroorzaken als men in een goede gezondheid verkeert. Uit het feit dat sommige vrouwen wel pijn hadden tijdens de bevalling en anderen niet, concludeerde hij dat het niet de baring zelf was die de pijn veroorzaakte, maar de onderliggende emotionele staat van de vrouw en de manier waarop de bevalling werd aangevoeld. De bedoeling van de methode van Reed is de angsten en verwachtingen die in verband staan met pijn, te overwinnen. Dit zou voornamelijk door voorlichting moeten worden verwezenlijkt. Het leerproces omvat gedetailleerde uitleg over de anatomie en de bevalling, relaxatietechnieken, training, ademhalingsoefeningen en een algemene fysieke training. Ook de partner wordt actief bij het geboorteproces betrokken.

### Lamaze-methode

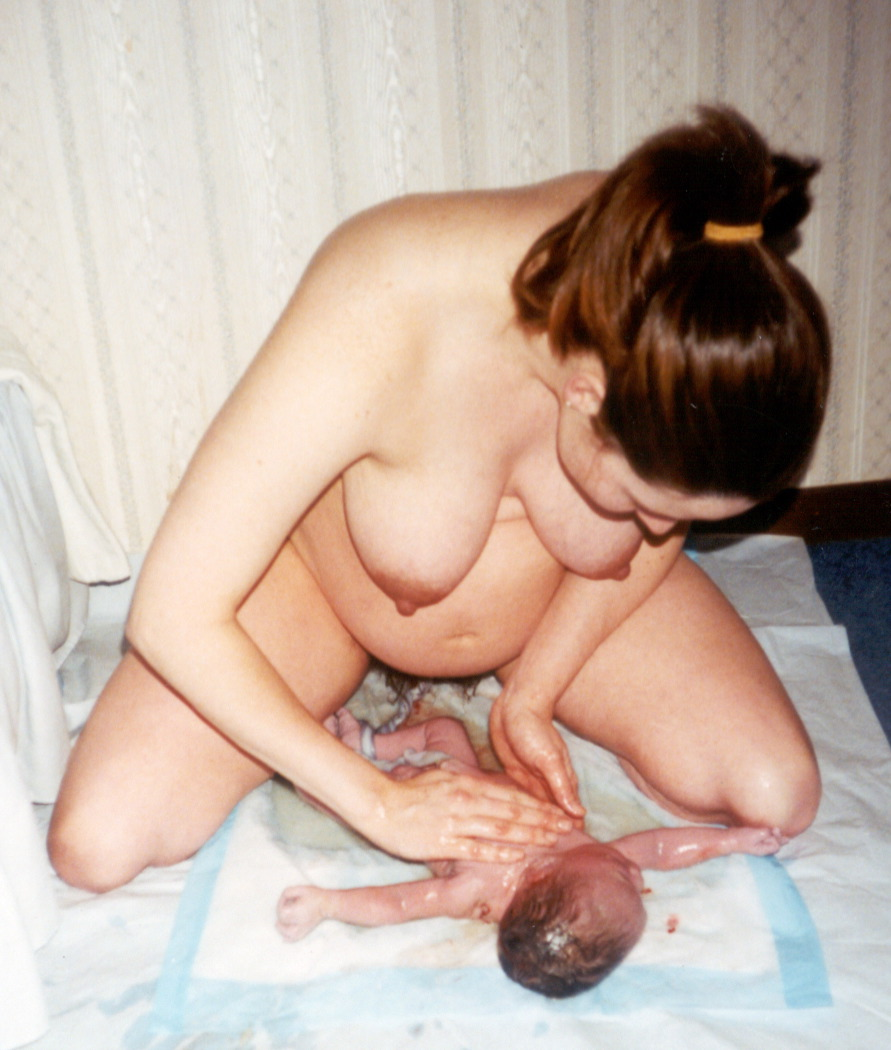
Natuurlijke bevalling

De methode ontwikkeld door de Russische arts Ferdinand Lamaze gaat ervan uit dat men de fysiologische oorzaak van en de psychische reactie op pijn moet begrijpen, alvorens men een pijnloze bevalling kan hebben. Tijdens de weeën produceren de samentrekkingen van de baarmoeder zenuwimpulsen die voor interpretatie naar de hersenen worden gestuurd. Met de ontwikkeling van de moderne beschaving werden deze impulsen geleidelijk aan geassocieerd met pijnreflexen, zodat de in wezen pijnloze samentrekkingen pijnlijk zijn geworden. Volgens de mensen die de theorie van Lamaze ondersteunen, worden deze voorwaardelijke reflexen niet veroorzaakt door persoonlijke ervaringen, maar door het feit dat overal rond ons heen een bevalling als pijnlijk wordt voorgesteld. Een van de doelen van de methode van Lamaze is het uitschakelen van de pijnlijke, negatieve gevoelens die geassocieerd worden met de geboorte. Dit wordt gedaan door de gedachte af te leiden van deze onplezierige gevoelens, naar het feit dat de baarmoedersamentrekkingen een belangrijke functie uitoefenen in het geboorteproces. Verder leert men de vrouw door speciale ademhalings- en ontspanningsoefeningen minder pijn te voelen. Deze Lamaze-methode is vooral in de Verenigde Staten in trek.

### Methode van Bradley
De methode van Robert Bradley is er op gericht de noodzaak voor pijnbestrijding uit te schakelen door gerichte relaxatie via buikademhaling. Men leert de vrouwen oefeningen aan waarmee ze bepaalde spieren kunnen ontwikkelen en hoe zij hun ademhaling kunnen synchroniseren met de baarmoedersamentrekkingen. Om de pijn te verzachten, wordt aangeleerd tijdens de bevalling aan aangename dingen te denken. Koppels beginnen met de Bradley-lessen als de vrouw zes maanden zwanger is, en ontmoeten elkaar wekelijks tot aan de geboorte. Er wordt een grote nadruk gelegd op het belang van een actieve medewerking aan de bevalling door de partner en het zo veel mogelijk achterwege laten van medicatie.

### Methode van Leboyer
Een heel andere manier van bevallen is ontwikkeld door de Franse vrouwenarts Frédérick Leboyer. Hij schreef in 1975 een boek met de titel Geboren worden zonder pijn. Daarin beweerde hij dat de geboorte een groot schrikeffect bij de baby teweegbrengt, omdat de baby vanuit de duistere en warme baarmoeder ineens in een koude, droge, lichte en luidruchtige omgeving terechtkomt. Het zou daarom beter zijn als de bevalling plaatsvindt in een halfdonkere en vrij stille kamer en als de baby vrij snel na de geboorte op de buik van de moeder wordt gelegd. De navelstreng wordt pas doorgeknipt als hij stopt met kloppen, zodat de baby een maximale hoeveelheid zuurstof kan ontvangen. Daarna wordt de rug van de pasgeborene gemasseerd en krijgt hij of zij een bad op lichaamstemperatuur. Leboyer beweert dat de baby's dan veel minder huilen en schreeuwen, omdat ze zich niet angstig voelen. Of dit allemaal waar is, wordt door sommige artsen betwijfeld. Er zijn geen wetenschappelijke gegevens over het nut van deze methode. Voorstanders vinden dat deze techniek een positieve bijdrage geeft aan de bevalling, zowel voor de moeder als voor het kind. Tegenstanders vinden dat het weinige licht gevaarlijk kan zijn bij de beoordeling van het verloop van de geboorte, en dat het warme bad de ademreflex kan belemmeren.

### Waterbevalling
De waterbevalling is erop gericht in een warm bad de weeën op te vangen. Voorstanders geloven dat het warme water een ontspannende werking heeft, de pijn dempt, de ontsluiting kan bevorderen en de kans op inscheuren van het perineum tijdens het persen kan verminderen. Net als bij de methode van Leboyer zou voor de baby de overgang van de baarmoeder naar de buitenwereld hierdoor gemakkelijker zijn. Critici menen dat niet wetenschappelijk bewezen is dat de methode veilig is en dat er veel negatieve gevolgen kunnen optreden, waaronder infecties en het risico dat de baby verdrinkt als er bij de allereerste ontplooiing van de longen geen lucht maar badwater in de longen wordt gezogen. De waterbevalling is populair in Engeland maar wordt ook in Nederland toegepast.

### Hands-off bevalling en freebirthing
Een verloskundige gebruikt bij een bevalling meestal haar handen om de geboorte te leiden. Bij een hands-off bevalling is wel een verloskundige aanwezig maar grijpt deze niet in. Het wordt aan de vrouw overgelaten zelf aan te geven wat ze nodig heeft. In Nederland is de hands-off bevalling (anno 2017) ongebruikelijk. In de Verenigde Staten en Groot-Brittannië wordt ongeassisteerd bevallen (freebirthing) gepropageerd door Laura Shanley: thuis of in de natuur bevallen van je kind zonder medische begeleiding en verdoving. Voorstanders zijn van mening dat vrouwen sneller en pijnlozer bevallen als dit thuis en zonder medische hulp gebeurt. Tegenstanders vrezen voor een terugkeer naar "middeleeuwse toestanden" waarbij niet deskundig wordt ingegrepen bij mogelijke complicaties.

## Ondersteunende methodes

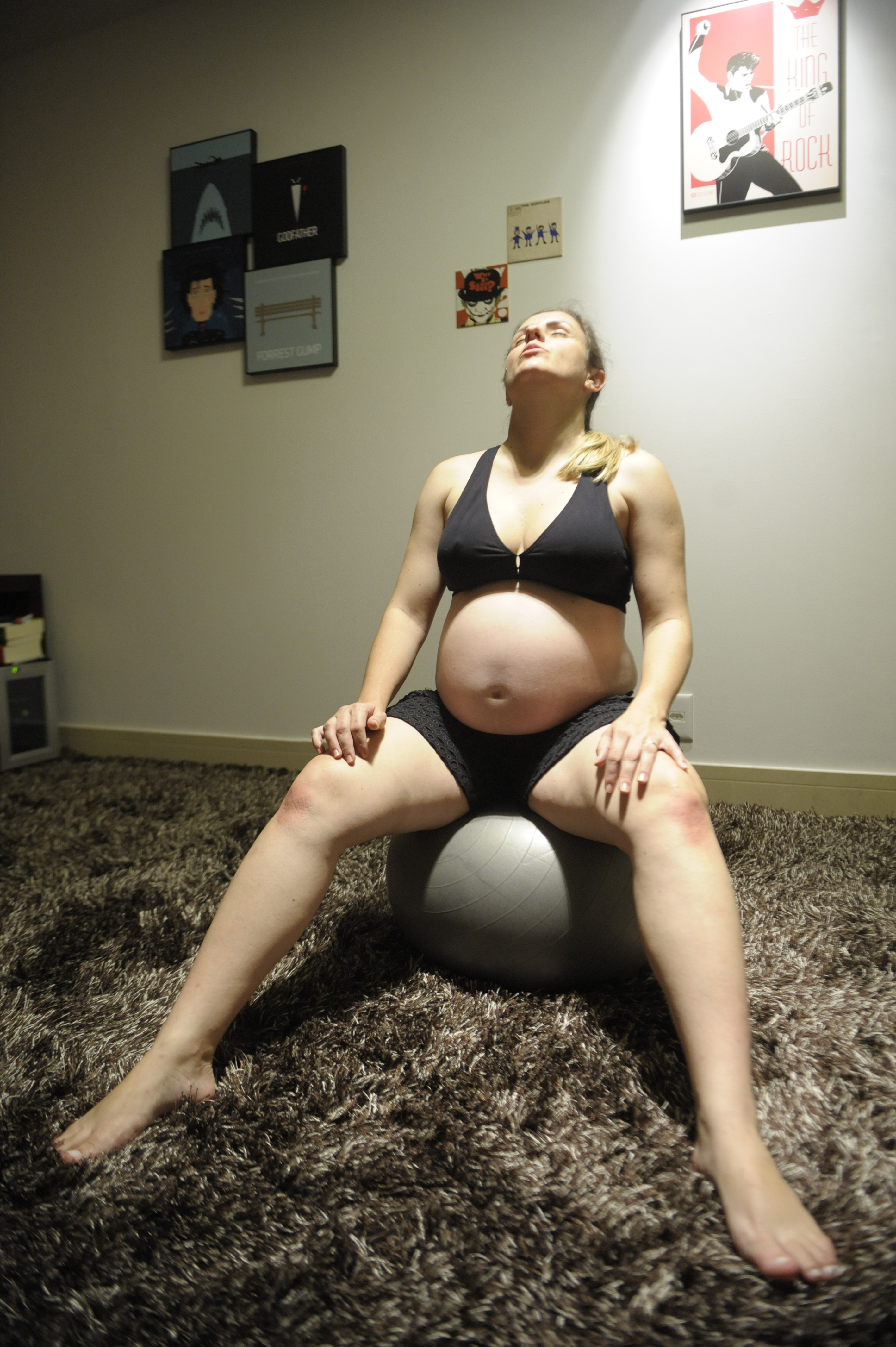
Gebruik van een yogabal tijdens de bevalling

Bij natuurlijke bevallingen kunnen diverse ondersteunende methodes worden toegepast.

### Ondersteuning door een doula
Een doula is een persoon (meestal een vrouw, maar soms ook een man) die op een niet-medische manier coacht en ondersteuning biedt tijdens de zwangerschap, de bevalling en de periode erna. Doula is afkomstig van het Oudgriekse woord doulē (δούλη), 'slavin'. Vaak helpt de doula bij het maken van een geboorteplan. Bij de bevalling zorgt hij of zij voor rust met behulp van ontspanning, massage, ademhaling, bevalhoudingen, het bewaken van de grenzen en wensen. In Nederland zijn drie- tot vierhonderd doula's actief.

### Baarkruk of yogabal
Bij een liggende houding moet de barende vrouw tegen de zwaartekracht in persen. Door het gebruik van een baarkruk of yogabal heeft zij de mogelijkheid een meer verticale houding aan te nemen, waardoor de zwaartekracht wordt benut. Zitten op het zachte oppervlak van de rubberen yogabal stelt de vrouw bovendien in staat verschillende houdingen aan te nemen en naar voren en achter te schommelen om de bekkenbodem te ontlasten en de weeën op te vangen.

### Lotusbevalling
Bij de lotusbevalling wordt de navelstreng na de geboorte niet doorgeknipt. De placenta blijft hierdoor met de baby verbonden totdat de navelstreng vanzelf afvalt. Al het bloed dat in de placenta zit, met de resterende zuurstof en voedingsstoffen, kan zo naar de baby stromen. De placenta wordt in een doek gewikkeld en 24 uur na de geboorte gewassen om de bloedresten te verwijderen. Daarna wordt hij iedere dag ingesmeerd met zout, totdat de navelstreng afvalt. Dat gebeurt bij de lotusbevalling vaak sneller dan wanneer hij wordt doorgeknipt, en er is minder kans op een infectie.